# Acrotriche
Acrotriche es un género de plantas con flores perteneciente a la familia Ericaceae. Son nativos de Australia.  Comprende 25 especies descritas y de estas, solo 17 aceptadas.

## Taxonomía
El género  fue descrito por Robert Brown y publicado en Prodromus Florae Novae Hollandiae 547. 1810. 

## Especies aceptadas
A continuación se brinda un listado de las especies del género Acrotriche aceptadas hasta febrero de 2014, ordenadas alfabéticamente. Para cada una se indica el nombre binomial seguido del autor, abreviado según las convenciones y usos.
- Acrotriche affinis DC.
- Acrotriche aggregata R.Br.
- Acrotriche baileyana (Domin) J.M.Powell
- Acrotriche cordata (Labill.) R.Br.
- Acrotriche depressa R.Br.
- Acrotriche divaricata R.Br.
- Acrotriche dura (Benth.) Quinn
- Acrotriche fasciculiflora (Regel) Benth.
- Acrotriche halmaturina B.R.Paterson
- Acrotriche lancifolia Hislop
- Acrotriche leucocarpa Jobson & Whiffin
- Acrotriche parviflora (Stschegl.) Hislop
- Acrotriche patula R.Br.
- Acrotriche plurilocularis Jackes
- Acrotriche prostrata F.Muell.
- Acrotriche ramiflora R.Br.
- Acrotriche rigida B.R.Paterson
- Acrotriche serrulata R.Br.